# تربية الأغنام في نيوزيلندا

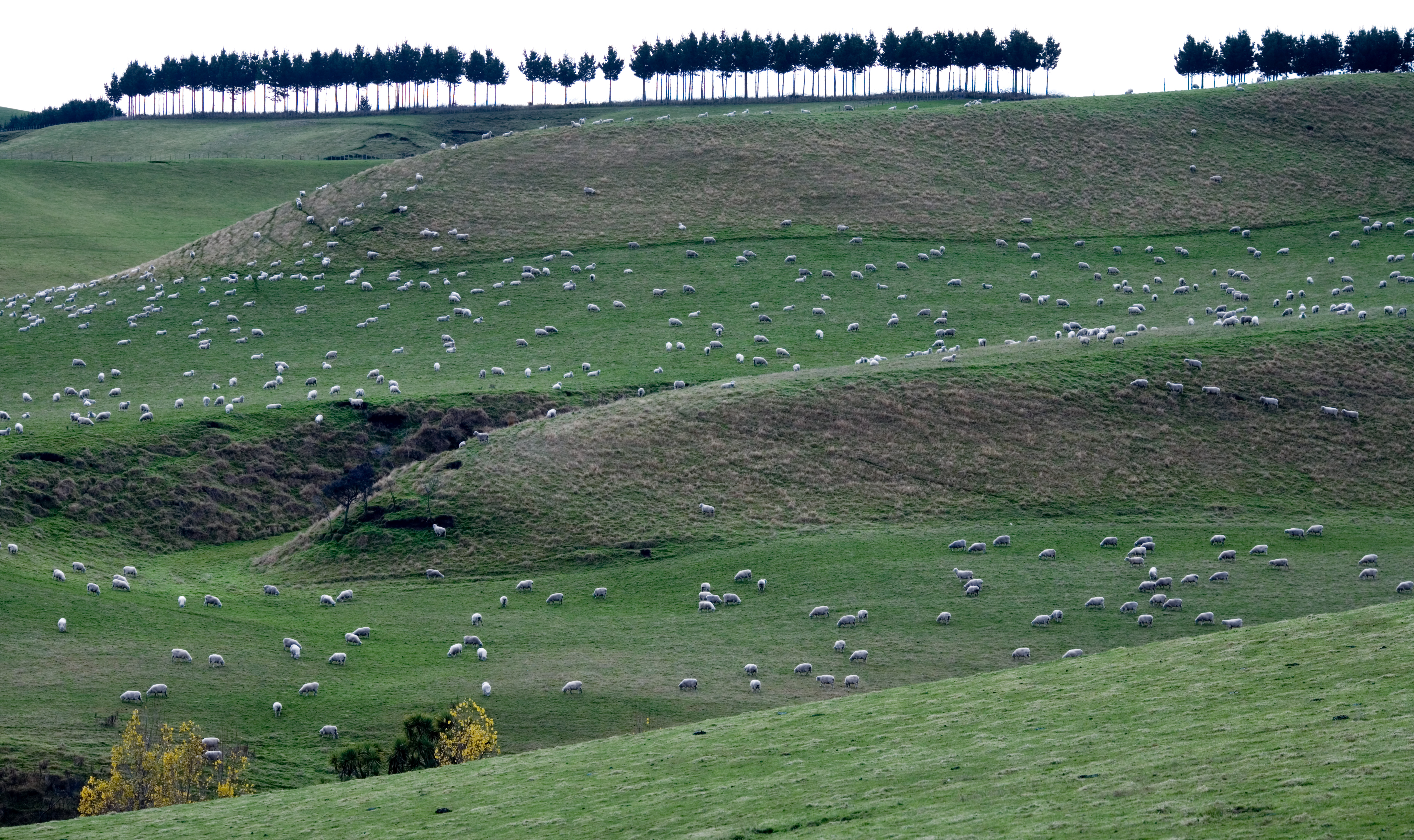
الأغنام في المناظر الطبيعية في نيوزيلندا بالقرب من جبل روابيهو، 2006

تربية الأغنام في نيوزيلندا تعد من الأنشطة الزراعية الرئيسية التي ساهمت لقرون في نهضة الاقتصاد الوطني، خاصةً من خلال تصدير الصوف ولحوم الضأن والدواجن.  جيث بلغ عدد رؤوس الأغنام في منتصف عام 2022 نحو 25.7 مليون رأس، مقارنةً بما يزيد على 55 مليونًا في أوائل التسعينيات، مسجلًا انخفاضًا يقارب 56% خلال ثلاثة عقود. وحافظت نيوزيلندا على تصدّرها في إنتاج الصوف حيث احتلت المرتبة الثالثة عالميًا في إنتاج الصوف لعام 2022–2023. في المقابل، انخفضت نسبة الأغنام إلى الفرد من أكثر من 22 رأسًا في الثمانينيات إلى أقل من 5 رؤوس للفرد لأول مرة منذ بدء التسجيلات في أواخر خمسينيات القرن التاسع عشر.

## التاريخ

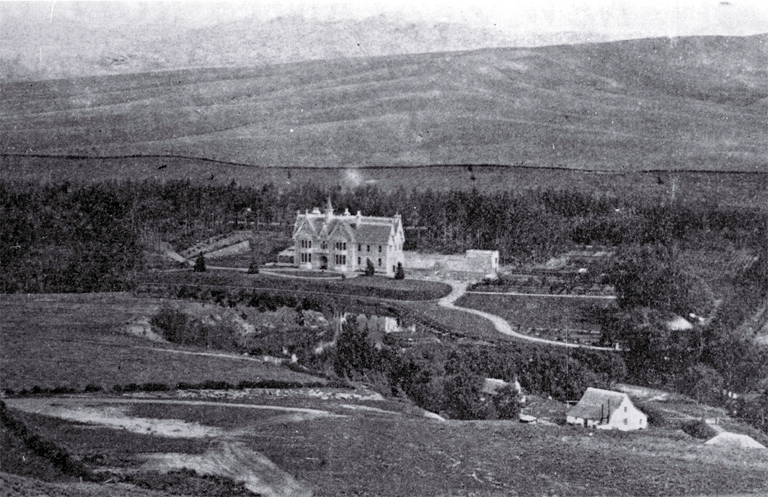
قصر غلينمارك فيش أواخر ثمانينيات القرن التاسع عشر، صُمم من أجل جورج هنري مور، الذي ساهم في إظهار ثروة صاحبها القصوى.

تم إدخال الأغنام إلى نيوزيلندا بين عامي 1773 و1777 بفضل جيمس كوك المستكشف البريطاني. وقام صموئيل مارسدن المبشر بإدخال بعض قطعان الأغنام إلى خليج الجزر، ثم قام أيضًا بتربيتها في جزيرة مانا بالقرب من ويلنغتون بغرض إطعام صائدي الحيتان. كانت فترة ما بين 1856 و1987 فترة رائعة لتربية الأغنام، مما أدى إلى انخفاض نسبة الاقتصاد للبلاد.

### القرن التاسع عشر
كان جوني جونز مستوطنًا مبكرًا في أوتاغو، عندما انتهت فترة صيد الحيتان، تحولت إلى الزراعة في عام 1840، واستقرت أعداد كبيرة من المهاجرين على الساحل الشرقي للجزيرة الجنوبية، كان باكيه أول من استقر فيها واستخدم استيراد الأغنام بهدف الحصول على الأوراق المالية لهذا الغرض. كان جون دينز واحدًا من أوائل الذين جلبوا عددًا كبيرًا من الأغنام إلى كانتربيري في عام 1843، وكما هو معتاد في ذلك الوقت تم شراء الأغنام في أستراليا. فكّر جون كراكروفت ويلسون بإنشاء مزارع للأغنام في عام 1854 حل فيها المصاعب التي واجهها المستوطنون الأوائل من حيث المخزون. وقام برحلة كارثية من سيدني حيث نفق جزء كبير من مخزونه، وكان يهدف إلى التخلص من 1200 رأس من الأغنام. بعد هبوطه في ليتيلتون تم نقل مخزونه إلى خليج جولانز القريب (الخليج في ميناء ليتيلتون تحت ممر إيفانز)، حيث فقد المزيد من المخزون بسبب تسمم توتو والجنوبيين. في حين وصل جون أكلاند وتشارلز جورج تريب إلى كانتربيري في عام 1855، بعد أربع سنوات فقط من بدء منظمة كانتربيري، تم الاستيلاء على جميع الأراضي في سهول كانتربري. كانوا أول من استولوا على أرض في كانتربري العليا لتربية الأغنام.
وجورج هنريمور نفسه في نورث كانتربري كانت له محطة غلينمارك الخاصة به على فترة من الزمن أكبر خراف في نيوزيلندا. يبرز هنريمور في تاريخ نيوزيلندا الرعوي باعتباره صاحب المركز الأول الناجح من حيث الثروة الشخصية. كانت مهارته ومشاعره وحكمه وإحساسه مرتفعًا جدًا، ومع ذلك ودون دعم مالي قوي من الشركاء والبنك، فإن الإنجاز الكامل لغلينمارك كان مستحيلاً. كانت عملية الشراء التي قام بها في عام 1873 قرارًا جريئا، بناءً على طلب بحجم استثنائي لبنك الاتحاد الأسترالي، الذي دفع هنريمور بمبلغ 90,000 جنيه إسترليني. والعلاقة بين البنوك الضخمة في كانتربيري لم تظهر بشكل أوضح.

### أوائل القرن العشرين
عادةً ما يقل عدد قطعان نيوزيلندا عن 400 رأس، وتبلغ المساحة الإجمالية للأراضي المحتلة أقل من 45 مليون فدان، من هذا تم دعم 5 ملايين فدان من 1 إلى 8 خروف لكل فدان خلال العام، في حين أن متوسط أكثر من 9 ملايين فدان من نصف إلى 2 خروف لكل فدان.
كان العشب المحصول الرئيسي، ينمو العشب خلال 10 أشهر في الموسم وهطول أمطار موزعة بشكل جيد، كان من المربح الحفاظ على العشب للتخزين. ما يقارب من نصف الأراضي المحتلة أكثر من 5000 فدان وتستخدم أساسا للأغنام. كان هناك 90 مقتنيات من أكثر من 50000 فدان في حين كان 18694 ممتلكات من 50 إلى 200 فدان. زاد عدد الأغنام المحفوظة من حوالي 19 مليون في عام 1896 إلى 24959540 في عام 1914. زاد متوسط حجم القطيع من 1081 في عام 1896 إلى 1,124 في عام 1913. السلالة الأكثر نجاحًا هي التي نشأت في أوائل القرن التاسع عشر كانت السلالة الإسبانية من ميرينو، ولدت في الجزيرة الجنوبية لسنوات عديدة. قام مارينو إيوي بتأسيس أساس الأوراق المالية في الأيام الأولى لتجارة اللحوم في منطقة كانتربيري، كان سلالة ليستر الإنجليزية هو الكبش المفضل للتكاثر مع نعجة مارينو. في وقت لاحق تم استخدام سلالة لينكولن للعبور مع مارينو، ووضع الكباش ذات الوجه الأسود على النعاج المربى. في الجزيرة الشمالية كان خروف رومني أكثر ملاءمة للمناخ الرطب وأصبحت الأغنام الأكثر شعبية؛ زادت الأعداد أيضا في الجزيرة الجنوبية. تم تفضيل لينكولن وبوردر ليستر في كلتا الجزيرتين، في حين استبدلت الجزيرة الجنوبية (نيوزيلندا).

سلالات أخرى لإنتاج لحم الضأن في جميع أنحاء نيوزيلندا كانت ليستر، ومعظمهم من مجموعة اللغة الإنجليزية، أكثر السلالات البريطانية شعبية في الجزيرة الجنوبية.

### أواخر القرن العشرين
وصل عدد الأغنام إلى 70 مليون في عام 1982، ولكن سرعان ما كان هناك انخفاض حاد حيث طغت صناعة الألبان عليه. في عام 1987 كان عدد السكان الأغنام فقط حوالي 39 مليون، ويعزى هذا الخريف أيضًا إلى سحب الدعم الحكومي لهذا القطاع. على الرغم من انخفاض عدد سكان الأغنام في نيوزيلندا، شهدت المناطق الجبلية في البلاد تكاثرًا في زراعة الأغنام في العقود منذ أواخر الستينيات، هذا النمو يرجع إلى إدخال أنواع أفضل من نباتات المراعي، واستخدام المبيدات الحشرية ومكافحة الحشائش، وإدارة المزارع المنظمة والمنهجية للمزارع، وإدخال سلالات أفضل من الأغنام ومقاومة للأمراض تحت مجموعة واسعة من الظروف المناخية والتربة، وقد أدى المدى الكبير للمزارع إلى تطوير مجموعة واسعة من الصناعات.

### الإحصاءات الحالية
اعتبارًا من عام 2007 كان لدى نيوزيلندا ما يقارب من 39 مليون خروف، تقريب من 10 خروف لكل شخص في البلاد (بلغ عدد سكان 2006 4,027,947) تعتبر في المرتبة السادسة بين أكثر دول العالم من حيث عدد مزارع الأغنام في العالم. في يونيو 2015 بلغت أعداد الأغنام 29.1 مليون، بعد عام انخفضت الأرقام بمقدار 1.5 مليون إلى 27.6 مليون.

## السلالات
تتولى رابطة مربي الماشية في نيوزيلندا مسؤولية إدارة تربية الأغنام في البلد وتربية المربي في صناعة الأغنام، مما يضمن نقاء السلالات المتواجدة مع نسب جيدة وسجل أداء ملحوظ. السلالات المتقدمة التي أبلغت عنها الجمعيات هي: بوردر ليستر، بوردرديل، كوريديل، دوربر، دورست داون، إيست فريزيان، الإنجليزية ليستر، فينشيب، هامبشاير، لنكولن، أكسفورد، بول دورسيت ودورست هورن، بولوارث، ريلاند، شروبشاير، ساوث سوفولك، سوفولك، وتيكسل. وشملت مجموعة متنوعة تربية كوريديل سلالة متقاطعة من سلالات ميرينو والإنجليزية. أغنام رومني نيوزيلاندا التي تمثل ما يقارب من 66% من جميع الأغنام في البلاد الآن، وصوفها مناسب لصنع السجاد، بيرينديل؛ والتي هي قابلة للتكيف مع جميع أنواع الطقس وتوفر اللحوم والصوف جيدة؛ وكوبوورث في الأراضي الزراعية الجيدة، هذا الصنف له قيمة جيدة من اللحوم والصوف. بدأ جورج فليتشر مناسبة سنوية لمسابقة نيوزيلندا إيوي هوجت لتشجيع وتقدير تربية نوعية الأغنام. أقيم الحدث في مايو 2013 وتم تقديم الجوائز عن التكنولوجيا والابتكار.

## التنمية الزراعية
في السنوات الأولى كانت المزارع الكبيرة التي نشأت هي الأغنام التي تم جلبها من أستراليا إلى ويرابا، والمزارع في كانتربيري بلاينس، ومزرعة أوتاجو، والأراضي المستأجرة من العرق الماوري. في السنوات اللاحقة، تم تأجير الأراضي من قبل الحكومة في الجزء الشرقي من الجزيرة الجنوبية، وهي منطقة جافة وجدت مناسبة لإنشاء مزارع كبيرة لميرينو لزيادة إنتاج الصوف. في الجزيرة الشمالية كانت مزارع الأغنام في الأراضي التي تملكها الماوري تحت مسار نمو أقل بكثير لأن الغطاء النباتي للشجيرات والظروف المناخية الرطبة لم يكن مواتيا لمارينو للبقاء على قيد الحياة.

## التجارة

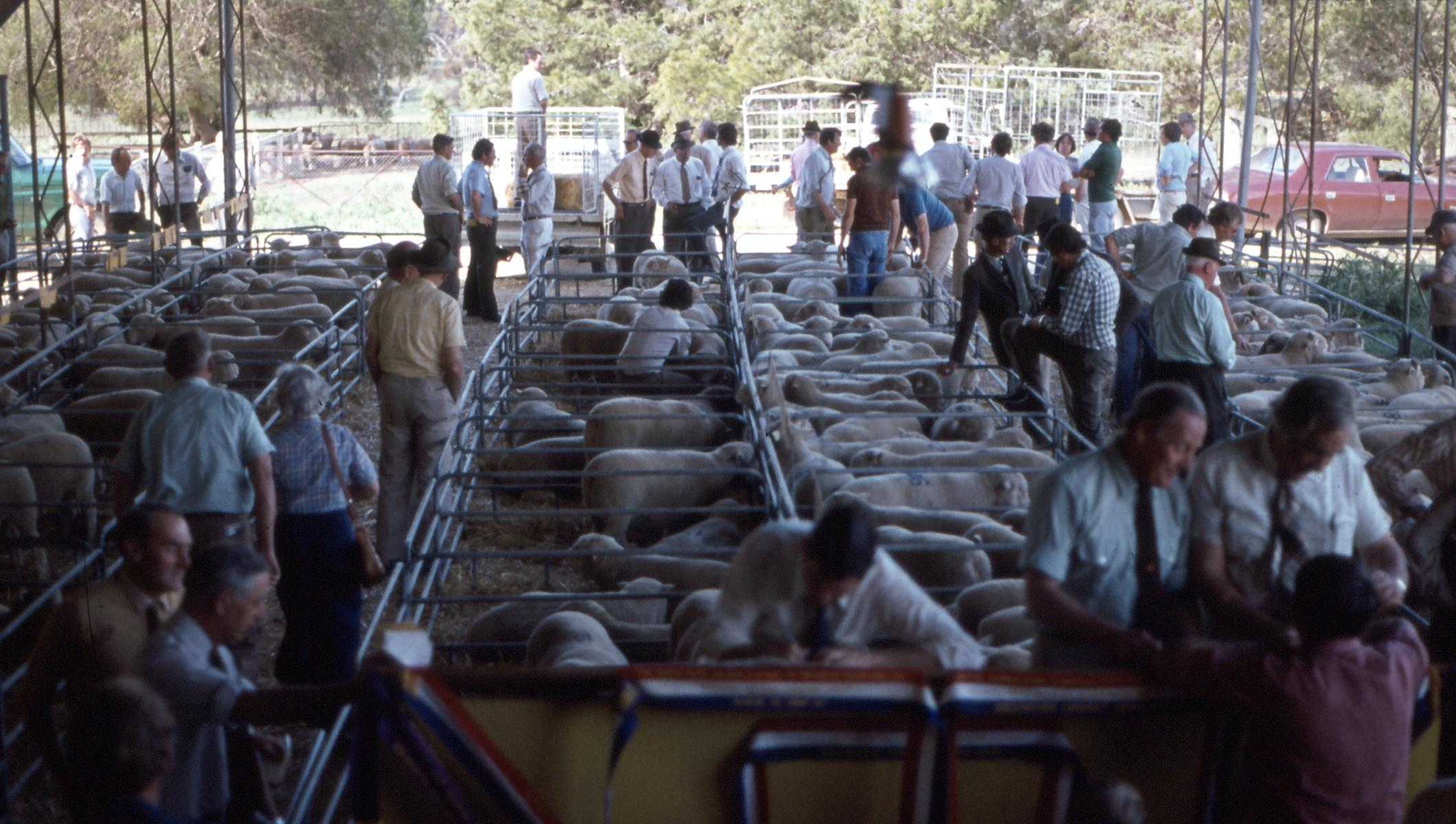
مزرعة كوبلاند العائلية "تيليفور"

كانت أول تجارةٍ للحم الأغنام مع بريطانيا عندما تم تصدير اللحوم المجمدة في عام 1882.بعد ذلك، مع التوسع الكبير في مزارع الأغنام، استمرت تجارة التصدير هذه على اقتصاد البلد بشكل كبير. كانت سلعة الصادرات الزراعية الرئيسية في نيوزيلندا للصوف خلال أواخر القرن التاسع عشر. حتى في أواخر الستينيات، كانت تمثل أكثر من ثلث جميع عائدات التصدير. ولكن نظرًا لتراجع سعره بثبات بالنسبة إلى السلع الأخرى، لم يعد للصوف مربحًا لكثير من المزارعين.

### قائمة المراجع
- Acland، Leopold George Dyke (1946). The Early Canterbury Runs: Containing the First, Second and Third (new) Series. Christchurch: Whitcombe and Tombs Limited. مؤرشف من الأصل في 2019-12-14. اطلع عليه بتاريخ 2013-07-03. {{استشهاد بكتاب}}: الوسيط |ref=harv غير صالح (مساعدة)
- Roberts، Betty؛ Roberts، Norman (1991). Old Stone House, 1870–1990 and the Cracroft Community Centre of Christchurch, 1972–1990. Lincoln, New Zealand: Te Waihora Press. ISBN:0-473-01141-7. مؤرشف من الأصل في 2014-03-01. اطلع عليه بتاريخ 2013-06-22. {{استشهاد بكتاب}}: الوسيط |ref=harv غير صالح (مساعدة)
- McDowell، Richard W. (2008). Environmental Impacts of Pasture-based Farming. CABI. ISBN:978-1-84593-434-7. مؤرشف من الأصل في 2020-01-26. {{استشهاد بكتاب}}: الوسيط |ref=harv غير صالح (مساعدة)
- McLintock، A. H.، المحرر (22 أبريل 2009) [1966]. "ACLAND, John Barton Arundel". An Encyclopaedia of New Zealand. Ministry for Culture and Heritage / Te Manatū Taonga. مؤرشف من الأصل في 2012-10-26. اطلع عليه بتاريخ 2012-01-10. {{استشهاد بكتاب}}: الوسيط |ref=harv غير صالح (مساعدة)
- Taylor، William Anderson (2001). "Port Cooper or Whangaraupo (Bay of the Raupo Reeds)". Lore and history of the South Island Maori. كرايستشرش: Kiwi Publishers. مؤرشف من الأصل في 2019-06-05. اطلع عليه بتاريخ 2013-06-22. {{استشهاد بكتاب}}: الوسيط |ref=harv غير صالح (مساعدة)